# David Kneeland
David Joseph Kneeland (San Francisco, 3 dicembre 1881 – Winthrop, 15 novembre 1948) è stato un maratoneta statunitense.
Kneeland partecipò alla maratona ai Giochi olimpici di Saint Louis 1904, dove ottenne il sesto posto.
Nel 1906, giunse secondo alla maratona di Boston.